# トゥギャザー・アゲイン
「トゥギャザー・アゲイン」(en: "Together Again")はアメリカ合衆国のカントリー歌手兼ギタリスト、バック・オーウェンスの1964年の楽曲。
この曲はオーウェンのNo.1ヒット "My Heart Skips a Beat" のB面ながら、米国のカントリーチャートにおいて同曲が1位を連続することを止めたことで最も知られている。「トゥギャザー・アゲイン」でのスティール・ギタリストのトム・ブラムレイの演奏は、カントリー・ミュージック・テレビジョンのスタッフから「カントリー・ミュージックの歴史上、最も優れたスティール・ギターのソロ演奏の一つ」と数えれており、ジェリー・ガルシアがこの楽器を始めるきっかけとなった。

## カバー
- レイ・チャールズは1966年にこの曲をリリースし、ビルボード・ポップ・チャートで19位に、アダルト・コンテンポラリー・チャートで1位に達した[2]。ソウル・チャートではこのバージョンは10位に達した[3]。
- グレン・キャンベル：1967年の自身のアルバム Burning Bridges に収録
- ワンダ・ジャクソン：1968年のアルバム Cream of the Crop に収録
- ファルハード・メフラード：イランの歌手
- ノラ・オノールとティルソ・クルーズ3世：Vicor Recordsでの1971年の二人のデュエット・アルバム Dream Come True に収録
- カントリー・ミュージック・シンガー、 エミルー・ハリス：1975年の自身のアルバム『エリート・ホテル』に収録し、ハリスのバージョンは1976年4月にビルボード Hot Country Singles チャートのトップに登り詰め、B面のビートルズの「ヒア・ゼア・アンド・エヴリホエア」のカバーも控えめなポップ・ヒットとなった。1979年、オーウェンスとハリスは両者がレコーディングし、有名になった曲を讃えて "Play Together Again, Again" と呼ばれる曲をデュエットした。
- 1983年、ケニー・ロジャースとドッティ・ウェストはこの曲のデュエット・バージョン（もともとは二人の1979年のアルバム Classics のためにレコーディングしたが、1983年のロジャースのアルバム Duets に収録）をリリースし、このバージョンはHot Country Singlesの19位に達した。
- ノルウェイの歌手、エリザベス・アンドレセンが1981年の自身のカントリーアルバム Angel of the Morning でこの曲をカバーした[4]。
- リチャード&リンダ・トンプソンは1973年5月にこの曲を録音し、1974年4月にリリースされたアルバム I Want to See the Bright Lights Tonight に収録した。
- ドワイト・ヨーカムは自身の2007年のバック・オーウェンス・トリビュート・アルバム Dwight Sings Buck にこの曲を録音した。
- マーク・ラニガンは1999年の自身のアルバム I'll Take Care of You にこの曲を収録した。
- スウェーデンの歌手、ジル・ジョンソンは自身の2009年のカバー・アルバム Music Row II でこの曲をカバーした[5]。
- ヴィンス・ギルはスティール・ギタリストのポール・フランクリンと共に、自身の2013年のアルバム Bakersfield でこの曲を録音した。